# Hymenostomum ovale
Hymenostomum ovale là một loài rêu trong họ Pottiaceae. Loài này được R.S. Williams mô tả khoa học đầu tiên năm 1915.